# Tuiningapolder
De Tuiningapolder is een voormalig waterschap in de provincie Groningen.
In de driehoek tussen het Damsterdiep (tussen Oosterdijkshorn en Ten Post), de Ten Poster Ae (globaal tussen Ten Post en Woltersum) en het Lustigemaar (tussen Woltersum en Oosterdijkshorn) lagen zes kleine waterschappen. In het midden van het gebied lag de Tuiningapolder die op één plaats het Damsterdiep raakt, maar voor het grootste deel hiervan gescheiden is door de waterschappen De Hoop en de Reddingiuspolder. De polder was 1,8 km lang en een kleine 200 m breed.
De molen stond aan de oostkant in midden van de polder en sloeg uit op een watergang tussen de Woldringpolder en de Kimmpolder uit op de Ten Poster Ae.
De andere polders in het gebied waren:
- Reddingiuspolder
- De Hoop
- Woldringpolder
- Kimmpolder
- Van Timmerenpolder

Waterstaatkundig gezien ligt het gebied sinds 2000 binnen dat van het waterschap Noorderzijlvest.